# Róma–Nápoly nagysebességű vasútvonal
A Róma–Nápoly nagysebességű vasútvonal egy 204,6 km hosszú, kétvágányú, 25 kV 50 Hz-cel villamosított nagysebességű vasútvonal Róma és Nápoly között Olaszországban. A vonal része a transzeurópai vasúthálózatnak.
Az eredetileg 2005 decemberében megnyitott vasútvonal az első olyan vasútvonal Olaszországban, amelyet 25 kV váltakozó feszültséggel (a hagyományos 3 kV egyenfeszültség helyett) villamosítottak, és a világon elsőként használták az ETCS 2. szintjét a normál vasúti üzemben.
A nagysebességű útvonal tervezése az 1980-as években kezdődött, miután több más javasolt lehetőség közül is kedvezőbbnek találták a fejlesztésre. 1995 májusában egy versenytárgyalást követően a vonal építésére vonatkozó szerződéseket több vállalkozónak ítélték oda, akiket együttesen IRICAV UNO konzorciumként ismertek. A vonal építése 28,3 km hosszúságban alagutak fúrásával járt, mivel a kiválasztott útvonal 13%-a a föld alatt volt. A geológiai kihívások ellenére az építési folyamat viszonylag stabilan és a tervek szerint haladt. 2001 márciusában bejelentették, hogy az összes mélyépítési munkálatot befejezték, teljesítve a megállapított ütemtervet és a költségek tekintetében kis eltéréssel.
A vasútvonal első szakaszát, a Roma Termini és Gricignano di Aversa közötti szakaszt 2005. december 19-én adták át a forgalomnak. A Gricignano és Napoli Centrale közötti utolsó 25 kilométeres szakaszt 2009. december 13-án adták át. A vasútvonal tulajdonosa és üzemeltetője a Rete Ferroviaria Italiana (RFI), míg a rajta közlekedő vonatokat a Trenitalia állami vasúttársaság és a Nuovo Trasporto Viaggiatori (NTV) magántulajdonú, nyílt hozzáférésű társaság üzemelteti. Ha a vonal teljesen elkészül, a vonatok jellemzően 70 perc alatt teszik meg az utat a két város között. A vonal az Európai Unió transzeurópai nagysebességű vasúti hálózatának 1. folyosójához tartozik, amely Berlint és Palermót köti össze.

## Története
Az Olasz Államvasút úttörő szerepet vállalt a nagysebességű vasúti közlekedés megindításában Európában. Az FS 16000 km-es vasúti hálózattal rendelkezik, amelyből 6200 km kétvágányú. Ebből az utasok zöme 6600 km-t vesz igénybe rendszeresen, és ezen utasok 45%-a a Torino - Velence, illetve a Milánó - Nápoly fővonalon utazik.
Az Európai Unió irányelveiben az Olasz Államvasutat a következő európai tranzit útvonalak érintik:
- Lisszabon – Madrid – Lyon – Milánó – Ljubljana – Budapest –Kijev;
- Stockholm – Koppenhága – Hamburg – München – Róma – Nápoly – Palermo;
- Rotterdam – Köln – Bázel – Milánó – Genova

A felsorolt útvonalakon az irányelv szerint nagysebességű vasúthálózatot kell létesíteni, amely nagy utasforgalmi kapacitást biztosít, továbbá kb. 1500 km-es távolságig versenyképes utazási alternatívát jelent a fajlagosan ötszörös energiafelhasználással üzemelő légi közlekedéssel szemben. Az uniós elvárásoknak megfelelően az olasz állam prioritást biztosított a Torino – Novara – Milánó – Bologna – Firenze – Róma – és Nápoly közötti nagysebességű vonal kiépítésére, és ennek keretében került sor a Róma-Nápoly közötti nagysebességű vonalszakasz üzembe helyezésére.
Az Olasz Államvasút úttörőszerepet vállalt az európai gyorsvasúti hálózat kialakításában. Róma és Firenze között 1970-től 1976-ig tartott az un. „Direttissima” építése, amelyen Európában először 250 km/h sebességű személyszállító vonatok közlekedtek, és világelső volt a rendszer 3 kV-os, egyenáramú kialakítása. Ezzel azonban olyan probléma jelentkezett, hogy mind a közlekedő vonatok teljesítményfelvételét, mind a vonali kapacitást korlátozni kellett energiaellátási nehézségek miatt. Ezt ismerték fel a franciák és a japánok, akik ezért a Kandó rendszert (25 kV, 50 Hz) választották. Biztosítóberendezési szempontból a Direttissima vonalán automatikus blokkrendszert alkalmaztak, amely 4x1350 m-es blokkok alkalmazásával 5400 m-en belül megállította a nagysebességű szerelvényeket.
Újabb mérföldkőhöz érkezett az olasz vasúti közlekedés 2006 decemberében, amikor megnyitották a Róma - Nápoly összekötő nagysebességű vasútvonalat, amelyen már 300 km/h sebességgel haladhatnak az ETR 500 sorozatú, nagysebességű Eurostar szerelvények.
Itt már az ERTMS-ETCS 2 rendszert alkalmazták, amely már nem tartalmaz vizuális jelzőberendezéseket, és amely már az Európai Unió vasúti interoperabilitásra vonatkozó irányelvének megfelel. Ennek egységes alkalmazása az uniós tagországokban lehetővé teszi a vasutak biztonságának és versenyképességének fenntartását, illetőleg annak növelését. Az ERTMS-ETCS 2 rendszer kifejlesztését az Olasz Államvasút vállalta, és az első kísérletek 2000-ben és 2001-ben zajlottak le a Nemzetközi Vasútegylet (UIC) illetékeseinek bevonásával a Firenze – Arezzo közötti vonalszakaszon. A rendszernek vannak mozgásérzékelő, kommunikációs és kitérő érzékelő behatási pontjai. Ezek a kitérők a pálya menti települések vasúti kiszolgálását, a régi vonalra való áttérést és más, üzemviteli célokat szolgálnak. 24 km-ként lehetővé teszi két vágány között az áttérést, 48 km-ként pedig vonatelőzés is lehetséges.

## A vasútvonal
A vonal normál nyomtávú, végig villamosított, hossza 204,6 km.
Az új vonal főbb műszaki jellemzői a következők:
- maximális sebesség: 300 km/h
- minimális követési idő: 5 perc
- max. megengedett oldalgyorsulás: 0,6 m/s²
- maximális tengelyterhelés: 18,5 t (nagysebességű szerelvények), 21,5 t (tehervonati szerelvények)
- forgalom jellege: vegyes (személy és teher)
- nyomtáv: 1435 mm
- vágánytengely távolság: 5 m
- minimális ívsugár: 5450 m
- a megengedett legnagyobb emelkedő, illetve lejtő: 18 ezrelék
- alagutak keresztmetszete: körszelvény: 82 m², négyszögszelvény: 100 m²
- sín típusa: UIC 60 (60 kg/m)
- felépítmény típusa: előfeszített betonaljak rugalmas, osztott leerősítéssel
- kitérők típusa: 5000/7000 m kitérő ívsugarú, 9 helyen fölszerelt csúcssín rögzítő berendezéssel

## Energiaellátás
Az energiaellátás 2x25 kV-os, 50 Hz-es rendszerben történik. A 48 km-ként létesített transzformátorállomások 150 / 25 kV-os, 60 MVA-es transzformátorokkal vannak felszerelve. Erősáramú szempontból egyébként több újdonságot is bevezettek ezen a vonalon. Ennek az egyik legfontosabb elve a legkorszerűbb, könnyített szerkezetű felsővezetéki rendszer alkalmazása. Az oldalkarok alumíniumból, a tartóoszlopok pedig horganyzott acélból készültek. A műanyag szigetelők általános alkalmazása is súlycsökkentő hatással járt. A 150 mm² keresztmetszetű munkavezeték tartósodronyául 120 mm²-es bronzsodronyt alkalmaznak. A munkavezeték sínkorona fölötti magassága 5,3 m. Ugyancsak újdonságot jelentett elektrotechnikai szempontból a 3 kV-os egyenáramú és a 25 kV-os váltakozó áramú rendszer villamos szétválasztása. Erre részben a 25 kV-os váltakozó áramú rendszer indukciós hatása, részben pedig a két rendszer áram-visszavezetési tulajdonságaiban rejlő különbségek miatt van szükség. A megoldást rendszerelválasztó, földelt fázishatárok kiépítésével oldották meg. A földelt szakaszon csak leeresztett áramszedővel és lekapcsolt főmegszakítóval haladhatnak át a szerelvények. A szétválasztás részeként 25 kV-os oldalon egy elválasztó transzformátort, a 3 kV-os oldalon pedig egy felharmonikus szűrőt építettek be. A 3 kV-os oldalon ezen kívül 3 km-es körzetben megnövelték 50 Hz-ről 83,3 Hz-re a biztosítóberendezés célját szolgáló sínáram frekvenciáját. Az országos energiaellátó hálózat szimmetriájának és egyenletes igénybevételének biztosítása érdekében 48 km-ként más – más fázisról történik az energiaellátás. Itt is fázishatárokat alkalmaznak, amelyek azonban földeletlenek. Ezeken a szerelvények áramszedőjét nem engedik le, csak a főmegszakítót kapcsolják le.

## Forgalomirányítás
A központi forgalomirányítás és a biztosítóberendezés az ERTMS-ETCS 2. szintjén alapszik, fényjelzések nélkül a pálya mentén és GSM-R (globális vasúti mobiltelefon rendszer) hálózatot használó vonatközti kommunikációt felhasználva. Eurobalíz típusú jeladók látják el a vonatokat a következő adatokkal: a vonal jellemzői, a feszültségváltás, fázisváltás, alagút bejárat, stb. pontjaihoz való közelítés, és biztosítja a fedélzeti számítógép újraindítását.
A vonat helyzete 1800 méteres szakaszokból álló digitális hangfrekvenciás sínáramköröket felhasználva pozicionálható. A sínáramkörök, jelzőpontok és más nyíltvonali berendezések adatai a PPF adatrögzítő központokban gyűlnek, amelyek 12 kmes szakaszokat felügyelnek és irányítanak. A PPF adatrögzítőket az ACS rendszer felügyeli, és egyben irányítja a vonalhálózatot. Optikai kábelek segítségével kommunikál szomszédos PPF-ekkel, illetve az irányító központban található biztosítóberendezési rádiós egységgel (RBC), amelyhez továbbít minden olyan adatot, amely lényeges a vonatok helyzetének meghatározásához. Ugyanakkor egy számítógépes rendszeren keresztül az RBC kiszámolja a vonatok közötti távolságot, és engedélyezi nekik az indulást.
Az RBC és a vonatok közötti kölcsönös kommunikáció optikai kábel segítségével a vonal mentén egymástól 3 km-es távolságban található adattovábbítókon (BTS) keresztül, illetve a BTS és a vonat és között GSM-R hálózat segítségével történik. Mindegyik vonalat lefed egy vagy több RBC, amelyek 70 km hatósugárral részben a szomszédos szakaszokat is átfedő módon felügyelik a vonali hálózatot. Az RBC-k folyamatosan továbbítanak forgalmi információkat a vonatok fedélzetén elhelyezett ETC egységekbe. Ezeket, miután feldolgozta az adatokat az európai központi számítógép (EVC) megjeleníti mozdonyvezető előtt elhelyezett képernyőn, amely szintén európai szinten szabványosítva van. Így a vezető minden információt megkap a megengedett sebességről, amely számos tényezőtől függ, ezek közül a legfontosabb az előtte haladó vonatoktól való biztonságos követési távolság és/vagy a vonal mentén történő munkálatok miatti korlátozások.
Az irányító központból lehetőség van a forgalom irányítására és felügyelésére, illetve az infrastruktúra és berendezések állapotának ellenőrzésére. A központi irányító központ kezelői részére sok funkció áll rendelkezésre, mint például forgalomirányítás, műszaki diagnosztika és karbantartás, villamos vontatás, távközlés, videokamerás biztonsági figyelőrendszer. Az irányító központból a forgalmat az egy központi rendszeren keresztül irányítják, amelynek kezelőit számítógépes hálózat segíti a döntéshozatalban. Más munkaállomások célja a nem nagysebességű, hagyományos vasúti hálózattal egybefüggő forgalom koordinálása, és a rendkívüli helyzetek kezelése. Egy ezzel megbízott munkahelyről a vonal menti munkálatokat és a fontos sebesség korlátozásokat illető információt betöltik az RBC-be. A villamos vontatási berendezések irányítását és felügyeletét egy speciális irányító központ végzi, amely kapcsolatban áll az RBC-vel és forgalomirányító központtal. Egy másik munkaállomásról ellenőrizni és felügyelni lehet a távközlő berendezéseket, különös tekintettel a GSM-R rendszerre. Az egyéb, diagnosztikai és felügyelő berendezésekből származó adatokat a többi munkaállomások gyűjtik, többek között a infrastruktúra koordinátor, a biztosítóberendezési diagnosztikai központ, és egyéb berendezések diagnosztikai központja (különös tekintettel a 25 kV-os tápvezeték által nyújtott kisegítő szolgáltatásokra), valamint az üzem épületek és a vasútüzemi szempontból kritikus pontok vonalmenti videó megfigyelő központja.
Minden új, aktiválásra kész szakaszon számos tesztet és mérést hajtanak végre európai interoperabilitási tanúsítvány megszerzése érdekében.
Minden egyes alrendszernél a következőket kell ellenőrizni:
- az infrastrukturális szempontból a kerék és a sín kölcsönhatását kell vizsgálni 300 km/h sebességig,
- az energiaellátás szempontjából, a 25 kV-os elektromos vontatási rendszeren kívül, az áramszedő és a felsővezeték kölcsönhatását kell megvizsgálni szintén 300 km/h sebességig,
- A irányító és felügyelőközpont az ERTMS GSM-R-rel bővített 2. szintjét teljes egészében le kell tesztelni és igazolni kell a legmagasabb elvárt sebességen,
- A gördülőállománynál, a fedélzeti ERTMS helyes működésének ellenőrzésén kívül, a mozgás közbeni kényelmet és a sín, illetve kapcsolati pontokkal való kölcsönhatás minőségét is ellenőrizni kell.

A max. 200 km/h-s tesztek esetén a vonathoz két áramrendszerű FS E402 sorozatjelű mozdonyt használnak, míg magasabb sebességek esetén ETR 500 sorozat villamos motorvonatokat használnak, mindkettő el van látva ERTMS biztosítóberendezéssel.
Amellett, hogy a tesztek a jármű és sínekkel, illetve a felsővezetékkel való kölcsönhatását hivatottak ellenőrizni, az ETR 500-as szerelvényekhez különleges mérőkocsikat kapcsoltak, amelyek mind elektromos, mind mechanikai mérések lebonyolítására alkalmasak. A Róma-Nápoly vonalon történt meg az első teszt-sorozat az ERTMS-ETCS rendszer ellenőrzésére. 2004. január 13-án az ERTMS-ETCS rendszert eleinte 150 km/h sebesség mellett tesztelték. Február 20-án elérték a 200 km/h-t az ERTMS felhasználó vasutak képviselőinek jelenlétében. Március 25-én túllépték a 230 km/h-t az Európai Bizottság illetékes képviselőinek jelenlétében. Április 14-én több kísérletet végrehajtottak 270 km/h-s sebesség mellett, végül 2007. április 23-án először lépték túl a 300 km/h-s sebességhatárt teljes egészében működőképes és bekapcsolt ERTMS mellett.
Az ERTMS gyökeresen megváltoztatja a vasúti közlekedés menedzselését, illetve a vonat vezetési stílusát. Köszönhetően a fedélzeti képernyőre megjelenített információnak, a mozdonyvezető egyéb feladatokra is figyelhet, miközben a vonat vezérlésének biztonságát garantálja az ERTMS rendszer automata sebességellenőrzése.

## Lásd még
- Treno Alta Velocità
- Olaszország nagysebességű vasúti közlekedése